# Prosopita
La prosopita és un mineral de la classe dels halurs que rep el seu nom del grec prosopon (màscara). Anomenat així pel grec prosopeion (προσωπείον), una màscara, en al·lusió a que el mineral pseudomorfitza altres minerals.

## Característiques
La prosopita és un halur de fórmula química CaAl₂(F,OH)₈. Cristal·litza en el sistema monoclínic. La seva duresa a l'escala de Mohs és 4,5. No és fusible amb bufador, i es dissol en àcid sulfúric calent.
La prosopita es troba classificada en el grup 3.CD.05 segons la classificació de Nickel-Strunz (3 per a Halurs; C per a halurs complexos i D per a Ino-aluminofluorurs; el nombre 05 correspon a la posició del mineral dins del grup). En la classificació de Dana el mineral es troba al grup 9.3.6.1 (9 per a Halurs normals i 3 per a AX₃; 6 i 1 corresponen a la posició del mineral dins del grup). Comparteix grup amb la rosenbergita.

## Formació i jaciments
La prosopita pot formar-se com a alteració de topazi en greixens i en pegmatites amb presència de criolita, així com també com a mineral primari. Va ser descoberta a la mina d'estany d'Altenberg, a Erzgebirge (Saxònia, Alemanya).